# Batueta similis
Batueta similis är en spindelart som beskrevs av Jörg Wunderlich och Song 1995. Batueta similis ingår i släktet Batueta och familjen täckvävarspindlar. Inga underarter finns listade.